# Frère (civilité)
 (juillet 2018).
Si vous disposez d'ouvrages ou d'articles de référence ou si vous connaissez des sites web de qualité traitant du thème abordé ici, merci de compléter l'article en donnant les références utiles à sa vérifiabilité et en les liant à la section « Notes et références ».
Pour les articles homonymes, voir Frère (homonymie).
Le terme frère est une civilité que se donnent des hommes appartenant à certaines sociétés, confréries, communautés idéologiques, comme à certaines communautés religieuses, philosophiques ou professionnelles, lorsque l'usage interne de celles-ci le préconise.
Il est employé notamment dans plusieurs Églises chrétiennes, dans des confréries ou associations civiles, des corporations de métiers ou encore dans la  franc-maçonnerie. 
Dans le christianisme, il est fait mention à plusieurs reprises dans le Nouveau Testament de cette appellation. Les chrétiens s'appuient par exemple sur l'Évangile selon Matthieu au chapitre 12 et verset 50 : "Car celui qui fait la volonté de mon Père qui est aux cieux, celui-là est pour moi un frère, une sœur, une mère". Paul, dans ses épîtres, désigne également les membres des Églises locales par le vocatif (apostrophe) ἀδελφοί, du grec ancien "frères" qui renvoie à un frère biologique mais aussi à un frère appartenant à la même communauté (Rm 7,1 ou Rm 7,4). 